# Scenetes cardini
Scenetes cardini är en tvåvingeart som beskrevs av Malloch 1936. Scenetes cardini ingår i släktet Scenetes och familjen husflugor. Inga underarter finns listade i Catalogue of Life.